# Ivan Tsonov
Ivan Nikolov Tsonov –en búlgaro, Иван Николов Цонов– (Krasnovo, 31 de julio de 1966) es un deportista búlgaro que compitió en lucha libre.
Participó en los Juegos Olímpicos de Seúl 1988, obteniendo la medalla de plata en la categoría de 48 kg. Ganó seis medallas en el Campeonato Europeo de Lucha entre los años 1990 y 1999.

## Palmarés internacional
| Juegos Olímpicos   | Juegos Olímpicos     | Juegos Olímpicos  | Juegos Olímpicos |
| Año                | Lugar                | Medalla           | Categoría        |
| ------------------ | -------------------- | ----------------- | ---------------- |
| 1988               | Seúl (Corea del Sur) | Medalla de plata  | 48 kg            |
| Campeonato Europeo |                      |                   |                  |
| Año                | Lugar                | Medalla           | Categoría        |
| 1990               | Poznań (Polonia)     | Medalla de bronce | 52 kg            |
| 1992               | Kaposvár (Hungría)   | Medalla de oro    | 52 kg            |
| 1994               | Roma (Italia)        | Medalla de plata  | 52 kg            |
| 1995               | Friburgo (Alemania)  | Medalla de bronce | 52 kg            |
| 1996               | Budapest (Hungría)   | Medalla de plata  | 52 kg            |
| 1999               | Minsk (Bielorrusia)  | Medalla de plata  | 54 kg            |